# Мит
За Инситут технологије Масачусетса, види МИТ.
Мит (грч. μῦθος – прича, предање) je жанр усмене традиције који се превасходно састоји од наратива који имају суштинску улогу у друштву. За научнике, ово је значајно другачије од уобичајене, свакодневне употребе појма „мит“, која се односи на уверење које није истинито. Насупрот томе, истинитост мита није одређујући критеријум.
Док легенда излаже доживљаје хероја и људских бића која су било чим обдаренија од обичних људи, мит се више држи божанских бића. Код народа у фази ловачке и сакупљачке привреде најчешће је представља причу, чија је тема поријекло свијета, богова, неких предмета, природне појаве, небеског тијела, животиње, биљке, вјерског обреда, значајније друштвене установе.
Хеленски мит је први и основни облик у којем су мислила хеленска племена; сјајна поезија у Хомеровом и Хесиодовом имену очувала је главне Небеско телохеленске митове и дала полет многим другим.
За пјесника и умјетника мит је идеално огледало људског живота. Како се његово богатство не може исцрпсти, он је непресушан извор градива за нова умјетничка уобличавања.

## Мит, тумачење и појам
Мит је у ствари света прича. Као предање у које се вјерује, мит исказује колективне представе наивне свијести. Првобитни мит потиче из релативно неразвијене свијести човјека првобитне заједнице. Свијет богова, хероја и других натприродних бића о коме говоре класични митови фантастична је слика међусобних односа и трајних тежњи чланова патријархалне заједнице. И неизмјерне моћи митских јунака, и чудесност свијета који они настањују одговарају некритичности архаичног човјека: слике које му даје уобразиља он тешко разазнаје од представа које му пружа искуство и слабо познаје границе могућег.
Ово наивно повјерење према творевинама фантазије није искључиво обиљежје човјека са раног ступња историјског развитка; на извијестан начин оно се изнова јавља код сваког дјетета, а такође се одржава и код одраслих људи на одговарајућем ступњу духовног развоја. Отуд ни цивилизовано човјечанство није без својих митова.
Прво сазнање о миту истовремено је разбијање мита, одлучан прекид с наивним прихватањем традиције као светиње. Први пут у историји европске културе такав тренутак наступа са грчким филозофима 6. вијека прије н. е. који су започели рационалистичку критику мита. Док Ксенофан објављује да су богови замишљени по човјековом подобију, Хераклит, Солон и други филозофи у име мудрости осуђују пјеснике због заступања народних вјеровања и измишљања.
На сличан начин просвјетитељи много каснијих времена, редовно под драматичним околностима, одбацују мит као измишљотину, плод незнања или обмане. Најранији покушај да се митовима нађе оправдање пред пробуђеном критичком свијешћу чини алегоричко тумачење мита (алегореза). Почев од Теагена из Региона (6. вијек прије н. е.) бројни теолози, филозофи и филолози настојали су да открију скривене мисли које се налазе иза свега онога што се у миту непосредно казује.
Посебан правац тумачења огледао се у тражењу историјског језгра сваког мита. Античком писцу Еухемеру се приписује да је у спису Свети запис први објашњавао како су богови и хероји заправо јунаци и краљеви легендарних времена; славећи их због изузетних заслуга као богове, људи су заборавили њихово земаљско поријекло. Као психолошка основа митотворства чешће је истицан страх, нарочито страх од смрти. Митови су такође тумачени као старо пјесништво.
У 18. вијеку нарочито је Гиован Вико широко развио учење према коме су све митове створили пјесници у времена која још нису познавала апстрактно размишљање. Сматрајући да суштину мита чине пјеснички карактери, који представљају „фантастичне универзалије”, истакао је у својој Новој науци (Scienza nuova) да су такве типове „дјеца људскога рода” изграђивала спонтано, служећи се језиком метафора и персонификација, који бејаше једна врста пјесништва.
Систематичнији покушај да се мит објасни као самосталан свијет свијести, несводив на било коју другу њену познату форму, донијела је Шелингова филозофија. Учитељ многих романтичара, овај класик њемачког филозофског идеализма уложио је напор да тај свијет спонтаности одреди законитошћу која му је иманентна. Али у његовој филозофији је остављен битан удио Апсолуту, који у миту сам себе почиње да открива.
Са становишта критичке филозофије знатнији покушај објашњења природе мита учинио је Ернст Касирер у дјелу Philosophie der symbolischen Formen (Филозофија симболичких облика), чији је други дио (1925) посветио митском мишљењу. Посматрајући мит као такав вид симболичког изражавања гдје се симболи не разликују од предмета које симболизују (ријечи од значења, слике од ствари, идеално од реалног), он подржава новије етнологе који су извор мита тражили у ритуалима. Драматичност изненадних метаморфоза, које чине да се у митском свету све може преобратити, он објашњава спонтаним увиђањем унутрашње солидарности свих видова живота. У том смислу се мит Касиреру указао као објективација човјековог друштвеног искуства, гдје се емоција претвара у слику; приказана у миту и сама смрт постаје подношљивија. За објашњење мита као таквог он каже:
„Мит се схвата и ’објашњава’ на тај начин што се преводи у појмовни језик популарне филозофије, тј. на тај начин што се сматра рухом у које је заоденута било спекулативна, било природнонаучна или етичка истина”. — Ернст Касирер
„Није митологија настала под неким утицајем природе коме је унутрашњи човеков живот измакао, него је, по том истом закону, митолошки процес прошао кроз оне исте ступњеве кроз које је првобитно прошла природа… …митолошки процес има не само религиозно, него и опште значење, јер у њему се понавља општи процес; према томе, истина која је садржана у митолошком процесу није искључива, универзална.” — Ернст Касирер
Полазећи са својих становишта, митологијом се живо баве етнологија, психоанализа, семиотика, али трагања за суштином мита у савременој антропологији се настављају и стара колебања у одређивању његове суштине трају. У свим митовима пада у очи јединство извијесног схватања и осјећања свијета и воља да се тај свијет сачува у виду који је пожељан. Као објашњење култа митска прича је истовремено и морални кодекс, политичко-правна повеља, историја и економија племена, алхемијска формула, пјесничка ријеч – и истовремено није још ниједно од тога. Гледан из перспективе развијеније свијести, мит је израз културе у којој посебне форме друштвене свијести, као што су религија, право, морал, наука и умјетност, још нису диференциране.
Осјећање за правду је у миту још увијек у сјенци натприродног ауторитета; глас савјести још увијек није могуће чути од застрашујућих претњи које се упућују онима што не поштују забране и наређења виших бића; историјске успомене и научна запажања натопљени су осјећањима и обавијени сликама фантазије, а пјесничка ријеч је спутана вјеровањем у коначну истинитост свега испричаног.
Уопштавања до којих долази митско мишљење не јављају се у виду апстрактних појмова, већ се редовно персонификују у фигуре хероја и богова, заштитникâ одређених страна људског живота и природе, која је од тог живота неодвојива. Љубав, сан, вино, сунце, море, гром – све и више од тога у миту добија своје божанске, више или мање човјеколике представнике. Постање ствари и узрочни односи међу њима редовно се наговјештавају родбинским односом, а различита теогонијска сродства су схваћена као схеме по којима се све вазда изнова дешава, у трајној и бесконачној садашњости.
Типичност митских јунака као носилаца одређених општијих особина омогућава члановима заједнице да се на њих угледају и са њима емотивно поистовјећују. Изразит примјер таквог дубоког, управо мистичног, поистовјећења или идентификације пружају обреди, гдје се извођач у маски бога и сам у њега екстатички преобраћа. Несигурност разликовања привида од појаве, немоћ распознавања слике и ствари као слике, непрестано поткријепљује вјеру у реалност свега што се уобрази.
Гдје престаје зачарани свијет мита и почиње свијет поезије? Оштра граница између њих – између светог и профаног – постоји, али она није споља назначена и није непомична. Митови у које се престаје вјеровати постају бајке, а бајке у чију се истинитост повјерује бивају мит. Пјесништво се издваја из митологије у тренутку појављивања критичке, научне свијести; и извијесна мјера критичности, лако поигравање невјерице у егзистенцију предочених ликова – услов је сваког умјетничког доживљаја. Стара народна вјеровања се преносе новим нараштајима кроз дјела небројених пјесника од Есхила до Дантеа, од Гогоља до Томаса Мана и даље.
Митолошка струја у савременој књижевној критици је, чак, склона да у свим књижевним дјелима тражи митска језгра, архетипе. Али за модерног човјека митски јунаци и фабуле у дјелима немају вјерски смисао, већ бивају симболична свједочанства човјекове судбине. Може пјесник наступити као пророк, може казивање бити изложено као порука вишег бића, ријеч Музе – читалац новог доба ће у таквом поступку видјети само стилску особеност, пјесничку инвокацију.